# منو به خوبی بکش
«منو به خوبی بکش» (انگلیسی: Killin' Me Good) ترانه‌ای از جی‌هیو برای نخستین آلبوم چندآهنگهٔ او به نام زون (۲۰۲۳) است. این ترانه به عنوان تک‌آهنگ آغازین این آلبوم توسط جی‌وای‌پی انترتینمنت و ریپابلیک رکوردز در ۱۸ اوت ۲۰۲۳ منتشر شد. ورژن انگلیسی این ترانه در ۱۵ سپتامبر ۲۰۲۳منتشر شد. این ترانه به جایگاه ۱۹۳ در جدول بیلبورد گلوبال ۲۰۰ و به جایگاه ۱۴۸ در جدول دیجیتال سرکل کره جنوبی رسید.

## جدول‌های موسیقی
| جدول (۲۰۲۳)                                        | بالاترین جایگاه |
| -------------------------------------------------- | --------------- |
| گلوبال ۲۰۰ (بیلبورد)                               | ۱۹۳             |
| ژاپن هیت‌سیکرز (بیلبورد ژاپن)                       | ۴               |
| تک‌آهنگ‌های داغ نیوزیلند (آرام‌ان‌زی)                  | ۲۱              |
| سنگاپور (آرآی‌ای‌اس)                                 | ۲۷              |
| کره جنوبی (سرکل)                                   | ۱۴۸             |
| تایوان (بیلبورد)                                   | ۱۲              |
| فروش ترانه‌های دیجیتال جهانی ایالات متحده (بیلبورد) | ۷               |

## تاریخچه انتشار
| منطقه | تاریخ           | فرمت(ها)              | ورژن     | ناشر             |
| ----- | --------------- | --------------------- | -------- | ---------------- |
| مختلف | ۱۸ اوت ۲۰۲۳     | دانلود دیجیتال استریم | اریجینال | جی‌وای‌پی ریپابلیک |
| مختلف | ۱۵ سپتامبر ۲۰۲۳ | دانلود دیجیتال استریم | انگلیسی  | جی‌وای‌پی ریپابلیک |